# Hemlingby kyrka
Hemlingby kyrka är en kyrkobyggnad i stadsdelen Hemlingby i södra delen av Gävle. Den tillhör Gävle församling i Uppsala stift.

## Kyrkobyggnaden
Kyrkan med församlingslokaler invigdes 1989 efter ritningar av arkitekt Helena Tallius Myhrman. Kyrkobyggnaden har en stomme av trä och ytterväggar klädda med träpanel.
I kyrkorummet finns ett kors och korfönster som är utförda av konstnär Carl Magnus. Glaset är blåst av Hebsgaard i Köpenhamn.

## Bildgalleri

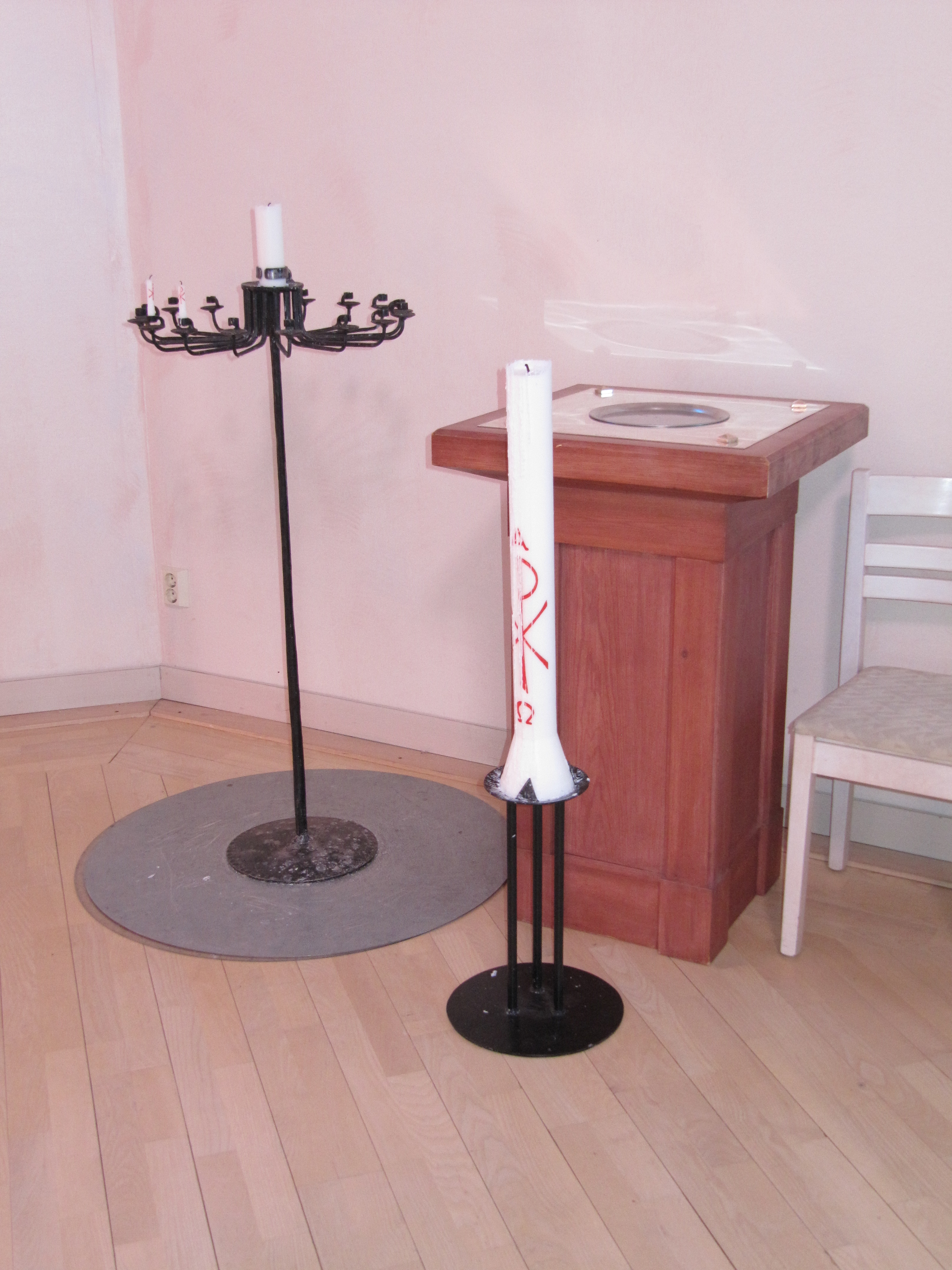
Dopfunt
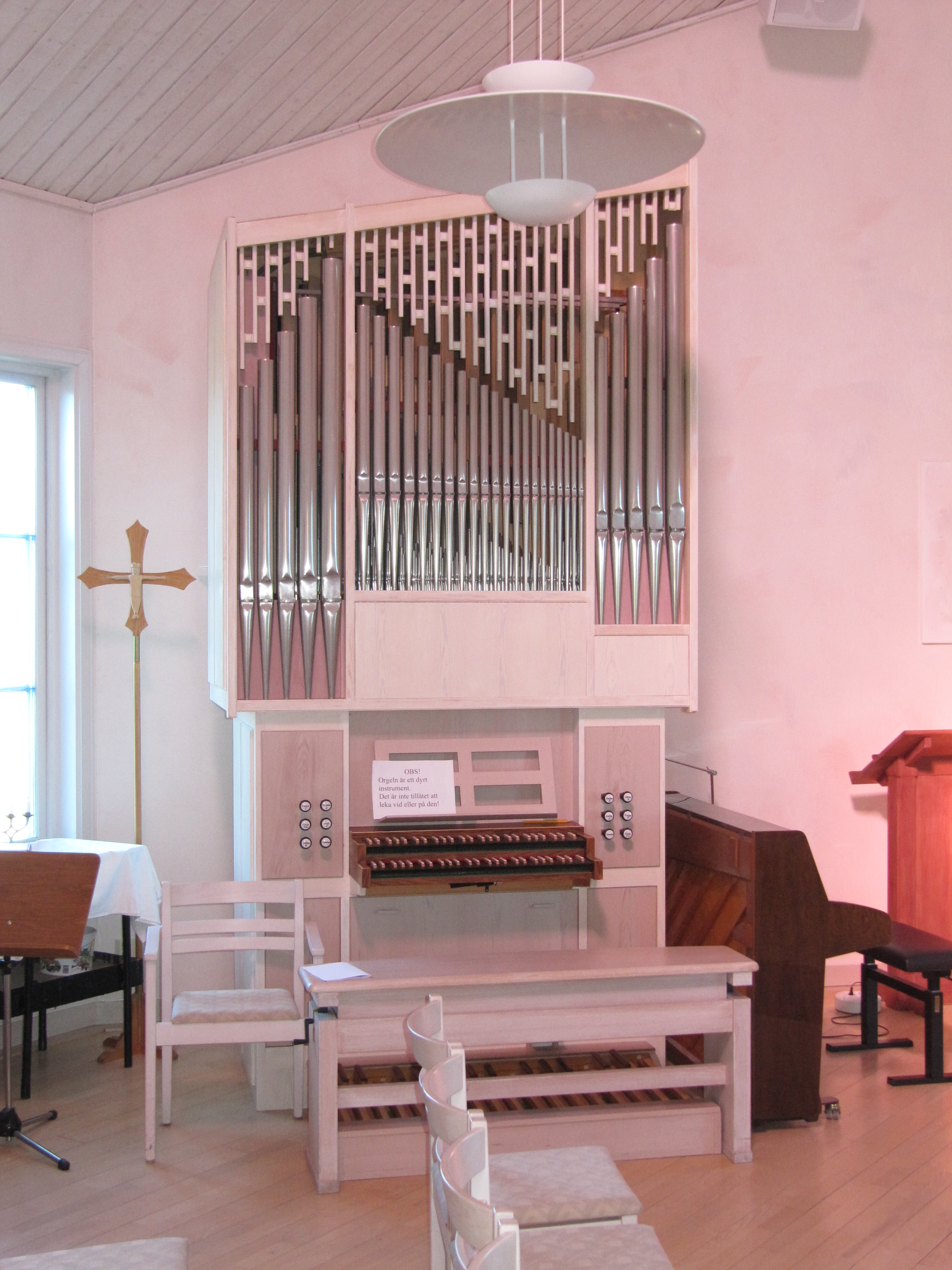
Orgel
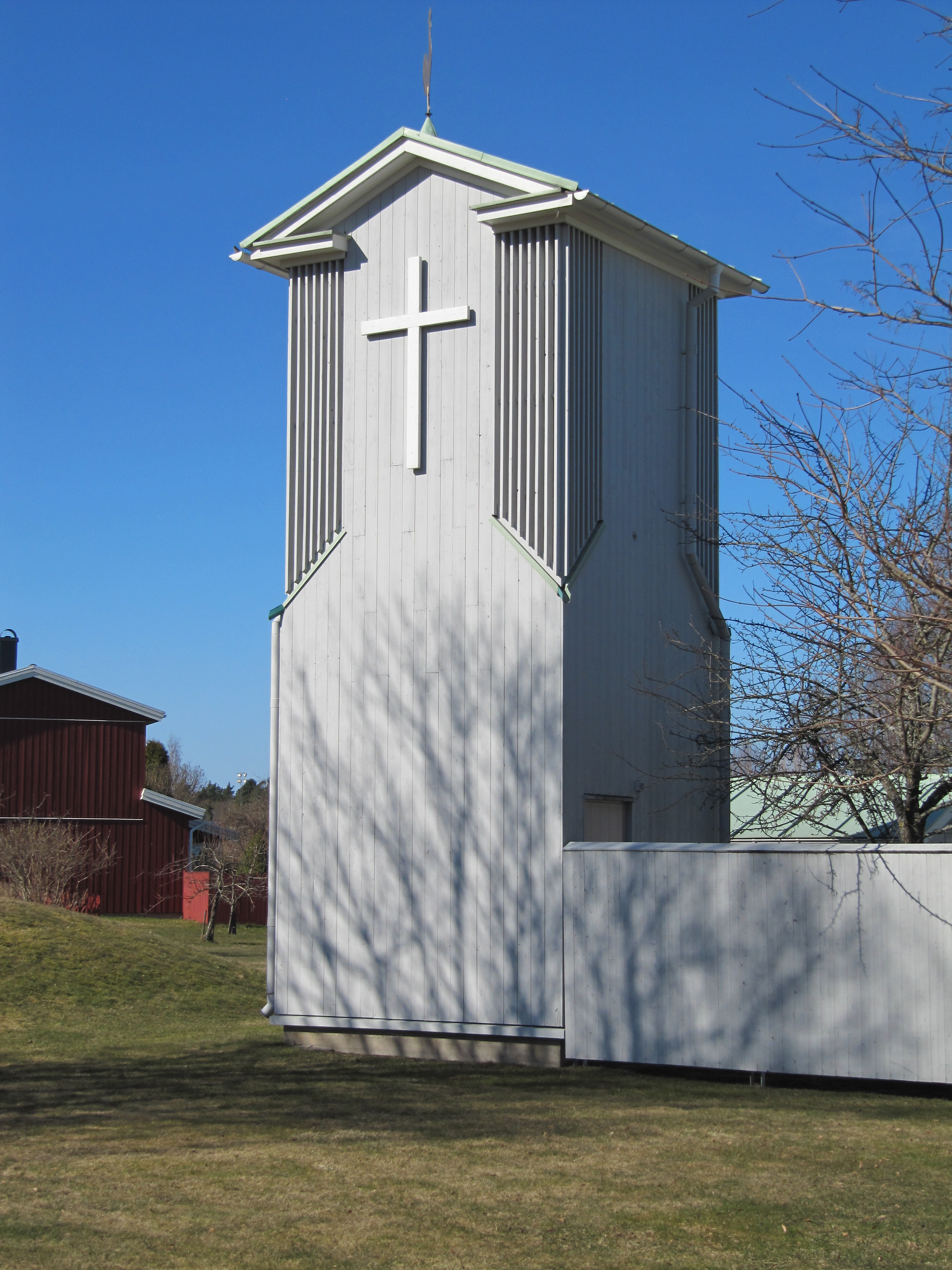
Klocktorn
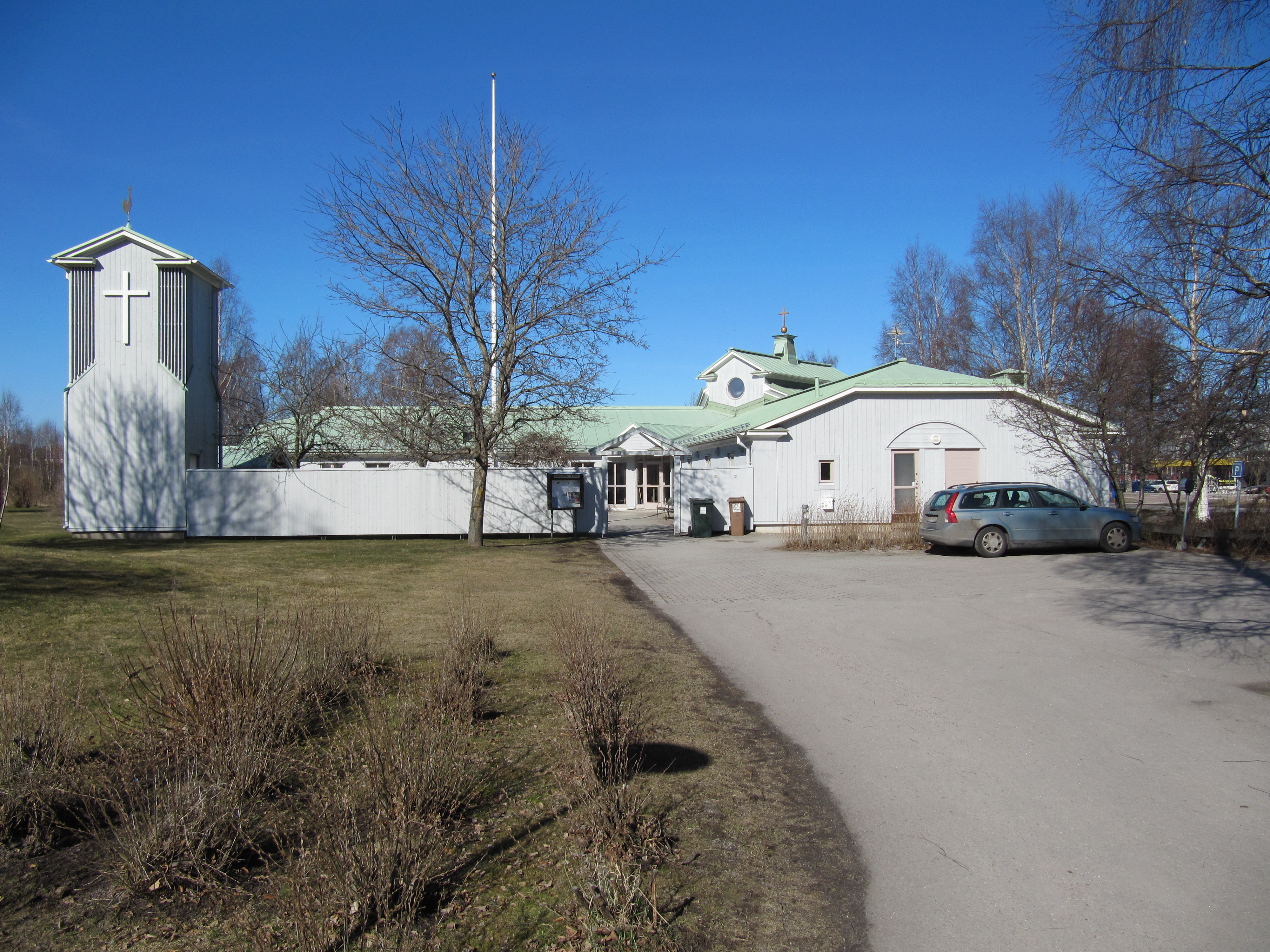
Kyrkan med församlingslokaler

### Webbkällor
- Tallius Myhrman Arkitekter AB
- byggnadspresentation

### Fotnoter
1. ↑  ”Hemlingby kyrka”. Svenska kyrkan. https://www.svenskakyrkan.se/staffan/hemlingby-kyrka. Läst 15 mars 2020.